# Добровольский, Андрей Александрович
Андре́й Алекса́ндрович Доброво́льский (28 мая 1939, Ленинград — 16 июля 2019, Санкт-Петербург) — советский и российский зоолог, паразитолог и педагог. Наиболее известен исследованиями морфологии и жизненных циклов дигенетических сосальщиков (Digenea).

## Биография
Андрей Александрович Добровольский родился в 1939 году в Ленинграде в семье Александра Евгеньевича Добровольского, начальника Главного управления оптики и приборов Наркомата вооружения СССР. Учился в школе № 123 Выборгского района. В 1955 году поступил на биолого-почвенный факультет Ленинградского государственного университета, где уже на первом курсе специализировался на кафедре зоологии беспозвоночных. После окончания университета в 1961 году был распределён в Институт цитологии РАН в лабораторию цитологии простейших, где продолжил работу под руководством заведующего кафедрой Юрия Ивановича Полянского. В 1963 году поступил в аспирантуру кафедры зоологии беспозвоночных ЛГУ. Кандидатскую диссертацию защитил в 1967 году под руководством Татьяны Александровны Гинецинской. С 1964 года занял на кафедре должность ассистента, с 1973 года — должность доцента. Был одним из неформальных руководителей кафедры с конца 1970-х (наряду с заведующими Ю. И. Полянским и Д. В. Осиповым), хотя официально в должности заведующего находился лишь в 2000—2001 годах. С 2004 года и до смерти также занимал должность доцента на кафедре зоологии РГПУ им. А. И. Герцена.
Активный участник создания в 1970-х годах Морской биологической станции ЛГУ на Белом море. В течение многих лет был членом редакционной коллегии и заместителем главного редактора научного журнала «Паразитология». Входил в Паразитологическое общество РАН с момента создания в 1992 году (в качестве члена центрального совета общества).

## Область исследований
Исследовательская деятельность касалась многих областей зоологии и простистологии, однако наибольший вклад был внесён им в изучение трематод, в особенности реконструкцию жизненных циклов и строения, прежде всего, партеногенетических поколений (материнских спороцист, редий, дочерних спороцист). Под руководством Т. А. Гинецинской он участвовал в экспедициях в Астраханский заповедник (паразитофауна дельты Волги), в дальнейшем организовал серию экспедиций по изучению паразитофауны Кавказа (Грузия, Азербайджан). Был пионером исследований ультратонкого строения, механизмов питания и размножения партеногенетических поколений. Другими значимыми направлениями научной деятельности стали популяционная биология трематод и фундаментальные вопросы паразитологии.

## Труды
Автор более 150 публикаций (исследовательских статей, монографий и учебных пособий), наиболее известны:
- Гинецинская Т. А., Добровольский А. А. Частная паразитология: учебное пособие для биологических специальностей вузов, в 2 томах. — М. : Высшая школа, 1978.
- Добровольский А. А., Галактионов К. В., Мухамедов Г. К., Синха Б. К., Тихомиров И. А. Партеногенетические поколения трематод // Труды Ленинградского общества естествоиспытателей. — 1983. — Т. 82, № 4. — 107 с.
- Галактионов К. В., Добровольский А. А. Гермафродитное поколение трематод. — Л. : Наука, 1987. — 192 с.
- Галактионов К. В., Добровольский А. А. Происхождение и эволюция жизненных циклов трематод. — СПб. : Наука, 1998. — 400 с.
- Galaktionov K. V., Dobrovokskij A. A. The biology and evolution of trematodes an essay on the biology, morphology, life cycles, transmission, and evolution of digenetic trematodes. — Boston, Dordrecht, London, 2003. — 620 p.
- Тихомиров И. А., Добровольский А. А., Гранович А. И. Малый практикум по зоологии беспозвоночных. Часть 1. — М.—СПб. : Товарищество научных изданий КМК, 2005. — 314 с.
- Добровольский А. А., Гришанков А. В., Гранович А. И. Малый практикум по зоологии беспозвоночных. Часть 2. — М.—СПб. : Товарищество научных изданий КМК, 2017. — 545 с.

## Память
В честь Андрея Александровича Добровольского названы:
- вид трематод из отряда Plagiorchiida — Caudotestis dobrovolski[6]
- вид паразитических простейших из отряда трипаносоматид — Crithidia dobrovolskii[7]
- вид мшанок из отряда Cheilostomata — Juxtacribrilina dobrovolskii[8]

В 2021 году в СПбГУ учреждена ежегодная премия имени А. А. Добровольского в целях стимулирования молодых учёных к развитию исследований в области интегративной биологии, зоологии, паразитологии, протистологии, морской биологии и эволюционной биологии.

## Награды и премии
- Премия имени К. И. Скрябина (1983) — за цикл работ в области гельминтологии[5]
- Премия имени Е. Н. Павловского (2005) — за монографии о жизненных циклах трематод (совместно с К. В. Галактионовым)[5]
- Заслуженный работник высшей школы Российской Федерации (2005)